# Liste des centrales nucléaires en Finlande
La Finlande possède cinq réacteurs nucléaires de production d'électricité répartis en deux centrales nucléaires, celle de Loviisa (deux réacteurs) et celle d'Olkiluoto (trois réacteurs). 
Ensemble, elles ont produit 41,5 % de l'électricité consommée en Finlande en 2023. Le facteur de charge et le facteur de disponibilité des réacteurs finlandais est le plus élevé au monde, supérieur à 90 %.
| \| Loviisa Olkiluoto \| Localisation des centrales nucléaires en Finlande |
| Loviisa Olkiluoto                                                         |

## Réacteurs de puissance

### Caractéristiques
La puissance nette installée des cinq réacteurs est de 4 394 MW. Le premier réacteur a été raccordé au réseau en mai 1977, et le plus récent, l'EPR d'Olkiluoto, en mars 2022.
Les deux réacteurs de la centrale de Loviisa sont des réacteurs à eau pressurisée (REP), de modèle VVER-440/V213 de conception soviétique mis aux normes de sûreté occidentales. Ils appartiennent à la deuxième génération de réacteur nucléaire. Ils ont été construits par Atomenergoexport, et leur exploitant est l'entreprise publique Fortum. Les deux réacteurs ont vu leur puissance maximale améliorée (« uprate ») au cours du temps, de 445 à 507 MWe,.
Les réacteurs no 1 et 2 de la centrale d'Olkiluoto sont des réacteurs à eau bouillante (REB) de modèle BWR 2500. Ils ont été construits par l'entreprise suédoise Asea-Atom / Stal-Laval, et appartiennent à la deuxième génération de réacteur nucléaire. Les deux réacteurs ont également bénéficié d'un « uprate » de 660 à 890 MWe,. Le réacteur no 3 est un réacteur à eau pressurisée (REP) de modèle EPR. Il appartient à la génération de réacteur « III+ », et a été construit par un consortium Areva/Siemens. Ces trois réacteurs sont exploités par l'entreprise privée Teollisuuden Voima Oyj (TVO).
Les centrales nucléaires ont produit 41,5 % de l'électricité consommée en Finlande en 2023. Le facteur de charge et le facteur de disponibilité des réacteurs finlandais est le plus élevé au monde, supérieur à 90 % jusqu'en 2022.

### Réacteurs en service
Selon l'AIEA, la puissance brute correspond à la puissance délivrée sur le réseau augmentée de la consommation interne de la centrale. La puissance nette correspond à la puissance délivrée sur le réseau et sert d'indicateur en termes de puissance installée :  
| Centrale nucléaire | Nom du réacteur | Type | Modèle         | Puissance   | Puissance   | Puissance       | Exploitant | Constructeur     | Début construction | Raccordement au réseau | Mise en service commercial |
| Centrale nucléaire | Nom du réacteur | Type | Modèle         | nette (MWe) | brute (MWe) | thermique (MWt) | Exploitant | Constructeur     | Début construction | Raccordement au réseau | Mise en service commercial |
| ------------------ | --------------- | ---- | -------------- | ----------- | ----------- | --------------- | ---------- | ---------------- | ------------------ | ---------------------- | -------------------------- |
| Loviisa            | Loviisa-1       | REP  | VVER-440/ V213 | 507         | 510         | 1 500           | FORTUM     | Atomenergoexport | mai 1971           | fév 1977               | mai 1977                   |
| Loviisa            | Loviisa-2       | REP  | VVER-440/ V213 | 507         | 510         | 1 500           | FORTUM     | Atomenergoexport | août 1972          | nov 1980               | jan 1981                   |
| Olkiluoto          | Olkiluoto-1     | REB  | BWR 2500       | 890         | 920         | 2 500           | TVO        | ASEA/STAL        | fév 1974           | sept 1978              | oct 1979                   |
| Olkiluoto          | Olkiluoto-2     | REB  | BWR 2500       | 890         | 920         | 2 500           | TVO        | ASEA/STAL        | nov 1975           | fév 1980               | juil 1982                  |
| Olkiluoto          | Olkiluoto-3     | REP  | EPR            | 1 600       | 1 660       | 4 300           | TVO        | Areva/Siemens    | août 2005          | mars 2022              | avril 2023                 |

### Réacteurs annulés
En 2010, le principe de la construction de deux nouveaux réacteurs nucléaires (type de réacteur non encore choisi), l'un sur le site de Loviisa, l'autre à Pyhäjoki, est décidé par le Parlement finlandais,. L'EPR est secondairement exclu de l'appel d'offres du second site de Pyhäjoki.
Le groupe finlandais Fennovoima, réunissant une soixantaine d'industriels fortement consommateurs d'électricité, a annoncé en septembre 2013 un projet de construction, par le russe Rosatom, du réacteur nucléaire Hanhikivi-1 à Pyhäjoki (nord-ouest) ; ce réacteur serait un AES-2006 de 1 200 MW. Le parlement finlandais a autorisé le 5 décembre 2014 la construction de cette centrale à Pyhäjoki, au bord du golfe de Botnie sur la côte Ouest du pays. Les travaux préparatoires sont en cours et la construction de la centrale débuterait en 2019.
En mai 2022, le contrat avec Rosatom est annulé « en raison des « risques » supplémentaires liés à l'invasion de l'Ukraine ».

## Réacteur de recherche
Espoo - TRIGA Mark II, Centre de recherche technique de Finlande (VTT) installé en 1962.